# Christine ǁHoebes
Christine ǁHoebesKlicklaut, fälschlicherweise auch ǀHoebes (* 1968 oder 1969 in Okombahe, Südwestafrika), ist eine namibische Politikerin der SWAPO. Sie war seit dem 23. März 2020 bis zum 22. März 2025 Ministerin im Präsidialamt. Zuvor war sie Vizeministerin im Außenministerium.
ǁHoebes studierte Mitte der 2010er Jahre Außenpolitik an der Universität von Südafrika in Südafrika. 1992 war sie mit 23 Jahren als Vorsitzende des Dorfrates von Witvlei eine der jüngsten Bürgermeisterinnen in der Geschichte Namibias. Dort ist auch eine Straße nach ihr benannt.